# Floor de Haan
Pour les articles homonymes, voir de Haan.
Floor de Haan née le 9 juin 2000, est une joueuse néerlandaise de hockey sur gazon. Elle évolue au AH&BC Amsterdam et avec l'équipe nationale néerlandaise.

## Carrière
- Elle a fait ses débuts en équipe première le 4 juin 2022 contre l'Angleterre à Londres lors de la Ligue professionnelle 2021-2022[1].

## Palmarès
- : 1re à la Coupe du monde U21 2022.
- : 2e à la Ligue professionnelle 2021-2022.